# Schwimmhalle Große Diesdorfer Straße
Die Schwimmhalle Große Diesdorfer Straße (auch Schwimmhalle Diesdorf oder Dynamo-Schwimmhalle) ist ein kommunales Hallenbad im Magdeburger Stadtteil Stadtfeld West. Die Halle wird vom Schwimmsport für Trainings- und Wettkampfzwecke genutzt.

## Geschichte
Die Anlage wurde 1958 zunächst als Freibad am Stadion der Bauarbeiter eröffnet. 1971 überdachte man das Bad, um es ganzjährig und als Hallenbad nutzen zu können. 2011 wurde die Halle modernisiert und behindertengerecht umgebaut. Neben einem 50x20m-Schwimmbecken mit acht Bahnen und einer Zuschauertribüne mit Platz für bis zu 300 Zuschauer, gibt es seither eine Biosauna in der Halle.
Vereine, die die Halle für Wettkampf- und Trainingszwecke nutzen sind beispielsweise der SC Magdeburg und die Wasserball-Union Magdeburg. Der ehemalige Erstligist Wasserball-Union trägt einen Großteil seiner Heimspiele in der Großen Diesdorfer aus. Bis 1990 war die Halle Heimstätte der SG Dynamo Magdeburg, der in der DDR mehrfach Meister und Pokalsieger war. Weiterhin war die Schwimmhalle wiederholt Austragungsort von Länderspielen der Deutschen Wasserball-Nationalmannschaft.